# Wilhelm Christoph Kriegsmann
Wilhelm Christoph Kriegsmann (né en 1633 à Barchfeld, mort le 29 septembre 1679 à Mannheim) est un théologien protestant allemand.

## Biographie
Kriegsmann est un fils de l'administrateur Alexander Veit Kriegsmann. Il étudie à Iéna à partir de 1650 et à Helmstedt à partir de 1653. Il fréquente le Frankfurt Collegium pietatis du piétiste Philipp Jacob Spener et est ami avec Johann Winckler.
Kriegsmann s'implique dans le différend sur les conventicules piétistes de Darmstadt en tant que conseiller à la cour. Il défend les conventicules piétistes avec l'argument qu'évidemment le Christ lui-même tenait des réunions en dehors du temple et les avait donc approuvés. Sur ce, les autorités ecclésiastiques protestantes demandent une expertise dirigée contre lui, qui est rédigée par le surintendant de Darmstadt Balthasar Mentzer fils.
D'autre part, il est mis à l’Index librorum prohibitorum en 1687 pour son ouvrage De attrito per papas imperio deque pontificatu ab Imp[eratore] Caesare ecclesiae reique publicae causâ capessendo paru en 1671, où il défend le droit germanique contre Rome.
Il est aussi un interprète de Hermès Trismégiste,,.